# Virginia (moglie di Lucio Volumnio Flamma)
Virginia o Verginia (IV secolo a.C. – III secolo a.C.) fu la moglie del politico e militare romano Lucio Volumnio Flamma Violente e viene ricordata come modello proverbiale di castità e modestia nell'antichità romana e nel Medioevo.

## Biografia
Figlia del patrizio Aulo Verginio, nel 296 a.C. Virginia sposò il plebeo Lucio Volumnio Flamma Violente, che era stato console l'anno primo. Successivamente, a Virginia fu impedito l'accesso ai riti della dea Pudicitia, dato che le altre matrone le avevano rinfacciato di essersi sposata con un uomo di classe inferiore.
Virginia rivendicò il suo diritto di partecipare ai riti, affermando di essere una donna casta e virtuosa. Così, Virginia decise di dedicare una parte della propria casa a Vicus Longus al culto di Pudicitia e invitò donne plebee ad unirsi a lei nella venerazione della dea.
Per il suo mirabile esempio di umiltà e castità Boccaccio la ricorda in un capitolo del De mulieribus claris.